# Har Achiram
Har Achiram (hebrejsky: הר אחירם) je hora o nadmořské výšce víc než 750 metrů v centrálním Izraeli, v pohoří Judské hory.
Nachází se cca 8,5 kilometrů severozápadně od centra Jeruzaléma, na severním okraji města Mevaseret Cijon. Má podobu vyvýšené odlesněné planiny, jejíž jižní svahy je zastavěny obytnými čtvrtěmi města Mevaseret Cijon, konkrétně čtvrtí Šchnuna Dalet. Západní svahy hory spadají do údolí vádí Nachal Ksalon. Hora leží na hranici Izraele a Západního břehu Jordánu. Přibližně podél této hranice také počátkem 21. století vyrostla severně od vrcholu Izraelská bezpečnostní bariéra, která odděluje palestinská území severně odtud, zejména obec Bajt Surik.